# 横山信治
横山 信治（よこやま のぶはる、1960年10月5日 - ）は、日本の実業家。グッドモーゲージ（住信SBIネット銀行代理店）取締役社長。
元芸人で笑福亭 手遊（しょうふくてい おもちゃ）の芸名を持っていた。

## 来歴
大阪市生まれ。1971年10月、12歳で6代目笑福亭松鶴の門をたたき、松鶴は「今度親御さん連れておいで」とあっさり入門を許可した。同年少年落語家としてデビュー。当時のテレビ番組「23時ショー」で初舞台を踏んだ。 当初は天才落語家少年として持て囃された。笑福亭鶴瓶によると、本来は笑福亭鶴光の弟子が希望だったが、まだ弟子を取れないという事情で松鶴のところに来たという。
1972年2月に松鶴に入門した鶴瓶は弟弟子という立場になり、小学生の「兄弟子」に大人の鶴瓶が「兄さん」と呼ぶ様が面白がられて二人で何度もラジオ番組に出演した。鶴瓶はこのおかげでラジオ出演の機会が増え、「鶴瓶というやつ、おもろいねんな」と放送関係者に知ってもらえるようになったという。
その後中学卒業に伴い、大学受験を目指して進学校へと入学。そして、あっさりと落語家の道を諦め、廃業した。廃業時期については落語関係の書籍に「1984年ごろ」という記述がある一方、自社ウェブサイトにおいては上方落語協会に「6年在籍した」と記している。
その後は順調に高校→大学と進学。1982年、日本信販（後にUFJニコスを経て、現・三菱UFJニコス）に入社した。 
2001年2月、ソフトバンクファイナンスに転職。日本初のモーゲージバンクとされるSBIモーゲージ（現・アルヒ）の設立に携わる。
2014年4月に、オフィス・フォー・ユーを設立して社長となる。2016年8月よりグッドモーゲージの社長を務める
。

## 著書
- 2010年10月「仕事に幸せを感じる働き方」（あさ出版）
- 2012年11月「入社１年目から使える「評価される」技術」（かんき出版）
- 2013年4月「一生食べていくのに困らない「人を味方にする」仕事術」（ぱる出版）
- 2013年6月「上位20％に入れる人だけが一生成功する」（大和書房）
- 2013年9月「リーダーの基本」（かんき出版）
- 2014年2月「今は苦しくても、きっとうまくいく」（PHP研究所）
- 2014年2月「やる気の伝え方」（徳間書店）
- 2014年3月「100言ってもできないダメ部下を動かす上司の言葉」（KADOKAWZ/中経出版）
- 2014年6月「めちゃめちゃ運がよくなる人づきあいの技術」（ぱる出版）
- 2014年11月「戦わない生き方」（日本文芸社）
- 2015年2月「40歳からは、小さなことにくよくよするな」（PHP研究所）
- 2015年5月「ビジネスエリートは、なぜ落語を聴くのか？」（日本能率協会マネージメントセンター）
- 2015年7月「抜群に評価される人の教科書」（ぱる出版）